# Alchemilla cunctatrix
Alchemilla cunctatrix är en rosväxtart som beskrevs av Sergei Vasilievich Juzepczuk. Alchemilla cunctatrix ingår i släktet daggkåpor, och familjen rosväxter. Inga underarter finns listade i Catalogue of Life.